# Afrosturmia orbitalis
Afrosturmia orbitalis là một loài ruồi trong họ Tachinidae.